# Sofia Bisgaard
Sofia Nørager Bisgaard (* 3. Februar 2002 in Odense) ist eine dänische Volleyball- und Beachvolleyballspielerin.

## Karriere Halle
Bisgaard begann ihre Karriere im Hallenvolleyball 2015 bei Gentofte Volley als Außenangreiferin und spielte bei diesem Verein bis zur Saison 2018/19. Anschließend blieb sie für zwei Spielzeiten bei Brøndby VK. Mit diesem Club wurde sie 2020 dänischer Vizemeister und gewann in der gleichen Saison die Meisterschaft der North European Volleyball Zonal Association, eine Vereinigung, in der englische, finnische, schwedische, norwegische, isländische, dänische Volleyballclubs und Vereine aus Grönland und von den Färöer-Inseln organisiert sind.

## Karriere Beach
Ihr erstes Turnier spielte die gebürtige Odenseanerin mit Clara Windeleff, bei der U18-EM 2016 wurden die beiden Däninnen Fünfundzwanzigste. Diese Platzierungen konnten die beiden von der Insel Fünen stammenden Sportlerinnen zwei Jahre später bei der gleichen Veranstaltung verbessern, sie erreichten dort ebenso das Achtelfinale wie 2019 bei der Europameisterschaft der unter Achtzehnjährigen. Zwischenzeitlich trat Sofia Bisgaard bei Erwachsenenturnieren mit Cecilie Køllner Olsen an, Achtungserfolge gab es mit dem dreiunddreißigsten Platz beim 4-Sterne-Event in Den Haag sowie der Finalteilnahme beim 1-Stern-Turnier in Knokke-Heist und dem Erreichen der Vorschlussrunde bei der 2-Sterne-Veranstaltung in Siem Reap.
Ab Mai 2021 trat Bisgaard nur noch mit Windeleff gemeinsam auf Beachturnieren an. Die beiden Däninnen belegten zunächst den siebzehnten Platz bei der U22-Europameisterschaft, ehe sie ihren bis dahin größten Erfolg mit dem Gewinn der Bronzemedaille bei der U20-EM in Izmir erreichten. Anschließend wurden sie Neunte beim 4-Sterne-Turnier in Itapema und erreichten das Viertelfinale bei der U19-Weltmeisterschaft in Phuket. Ein weiterer großer Erfolg war 2022 die Vizeeuropameisterschaft der unter Zweiundzwanzigjährigen in Vlissingen in den Niederlanden.
Im gleichen Jahr traten Windeleff und Bisgaard bei der Europameisterschaft der Erwachsenen in München an. Nach einer Niederlage gegen die späteren Europameisterinnen Anastasija Kravčenoka und Tīna Graudiņa aus Lettland im ersten Gruppenspiel qualifizierten sich die beiden Däninnen durch einen Sieg über die Französinnen Lézana Placette und Alexia Richard für die erste Hauptrunde, in der sie die Österreicherinnen Katharina Schützenhöfer und Lena Plesiutschnig bezwingen konnten. Nach der anschließenden Zweisatzniederlage gegen die bis dahin noch amtierenden Europameisterinnen und späteren Vizeeuropameisterinnen Nina Brunner und Tanja Hüberli belegten Clara Windeleff und Sofia Bisgaard bei ihrer ersten bedeutenden Beachveranstaltung im Seniorenbereich den geteilten neunten Platz.

## Privates
Der Zuspieler der Männermannschaft von Gentofte Volley, Kristoffer Nørager Bisgaard, ist der Bruder von Sofia Bisgaard.